# Bra (musikalbum)
Bra är ett studioalbum av Lasse Lindh, släppt 1998 på EMI: Parlophone.

## Låtlista
1. Gör som jag
2. Trivs bra i sängen
3. Jag vill vara som du
4. När ingen ser
5. Hon är bättre
6. Säg något snällt
7. Du måste gå
8. Kyss 47
9. I en annan flicka
10. Totalt
11. Paus

## Medverkande
- Lasse Lindh (upphovsman)
- Marcus Palm
- Sven Lindvall
- Jens Jansson